# 小行星22846
小行星22846（22846 Fredwhitaker）是一颗绕太阳运转的小行星，为主小行星带小行星。该小行星于1999年9月9日发现。

## 轨道参数
小行星22846的轨道半长轴为2.3893940 UA，离心率为0.131。